# RTS-index

Koersgrafiek RTS-index

De RTS-index (Russisch: Индекс РТС, Indeks RTS) is een beursindex van de 50 meest liquide 50 aandelen van bedrijven die handelen aan de Rossiejskaja Torgovaja Sistema (RTS) in Moskou. Sinds 2011 gaan RTS en MICEX, de andere grote effectenbeurs van Moskou, samen verder als de Beurs van Moskou.

## Samenstelling
De RTS-index heeft als beginwaarde 100 en startte op 1 september 1995. De index wordt berekend in Amerikaanse dollars. De aandelen in de index worden het meest verhandeld op de beurs en het gewicht van de aandelen in de index wordt bepaald door de free float marktkapitalisatie. Het grootste gewicht van een bedrijf is gelimiteerd op 15% en de top vijf aandelen mogen in totaal geen groter gewicht dan 55% hebben.
De index betreft ongeveer 84% van de totale marktkapitalisatie van alle bedrijven die een notering hebben op de beurs.
In december 2019 was het aandeel met het grootste gewicht in de index Sberbank met 13,4%, gasbedrijf Gazprom met 14,4% en oliebedrijf LUKoil met 13,6%. De olie- en gasbedrijven van Rusland maakten in totaal zo’n 48% van de index uit per ultimo 2019. De financiële instellingen staan met 20% op de tweede plaats gevolgd door de mijnbouwsector met een gewicht van 16%.

## Rendement
In 1998 daalde de koersen sterk als een gevolg van de Roebelcrisis, de daling in 2008 werd veroorzaakt door de kredietcrisis en in 2014 daalde de olieprijs sterk en was er de annexatie van de Krim.
Op maandag 28 februari 2022 is de aandelenhandel niet van start gegaan. Op 25 februari 2022 begon de Russische invasie van Oekraïne en dit werd gevolgd met veel economische en financiële sancties tegen Rusland. De koers van de Russische roebel daalde met 30% en de Centrale Bank van Rusland besloot mede hierom de effectenhandel stil te leggen. Op 24 maart 2022 werd het handel deels hervat. Er wordt weer gehandeld in 33 bedrijven, maar alleen door Russische beleggers en short gaan is verboden.
| Jaar                | Stand jaareinde | Mutatie  | Idem (in %) |
| ------------------- | --------------- | -------- | ----------- |
| 1995                | 82,92           |          |             |
| 1996                | 200,50          | 117,58   | 141,8       |
| 1997                | 396,86          | 196,36   | 97,9        |
| 1998                | 58,93           | −337,93  | −85,2       |
| 1999                | 175,26          | 116,33   | 197,4       |
| 2000                | 143,29          | −31,97   | −18,2       |
| 2001                | 260,05          | 116,76   | 81,5        |
| 2002                | 359,07          | 99,02    | 38,1        |
| 2003                | 567,25          | 208,18   | 58,0        |
| 2004                | 614,11          | 46,86    | 8,3         |
| 2005                | 1125,60         | 511,49   | 83,3        |
| 2006                | 1921,92         | 796,32   | 70,8        |
| 2007                | 2290,51         | 368,59   | 19,2        |
| 2008                | 631,89          | −1658,62 | −72,4       |
| 2009                | 1444,61         | 812,72   | 128,6       |
| 2010                | 1770,26         | 325,65   | 22,5        |
| 2011                | 1380,49         | −389,77  | −22,0       |
| 2012                | 1530,41         | 149,92   | 10,6        |
| 2013                | 1442,73         | −87,68   | −5,7        |
| 2014                | 790,71          | −652,02  | −45,2       |
| 2015                | 757,04          | −33,67   | −4,3        |
| 2016                | 1152,33         | 395,29   | 52,2        |
| 2017                | 1154,43         | 2,10     | 0,2         |
| 2018                | 1066,13         | −88,30   | −7,7        |
| 2019                | 1548,92         | 482,79   | 45,8        |
| 2020                | 1387,46         | −161,46  | −10,4       |
| 2021                | 1595,76         | 208,30   | 15,0        |
| 25/2/2022 (slot)    | 936,94          | −658,82  | −41,3       |
| 24/3/2022 (opening) | 803,11          |          |             |
| 2022                | 970,60          | −625,16  | −39,2       |
| 2023                | 1083,47         | 112,87   | 11,6        |